# مشروع الدراسات التمثيلية لخزانات الجينات الجليدية
مشروع الدراسات التمثيلية لخزانات الجينات الجليدية (GRASP) هو مجموعة بحثية لدراسة السجل تحت الجليدي إلى فوق الجليدي للأحداث الجليدية في فترة البليستوسين. ومقرها جامعة دلفت للتكنولوجيا.

## مقدمة عن خزانات الجينات الجليدية
خزانات الجينات الجليدية هي صخور رسوبية مترسبة تحت تأثير صفيحة جليدية ومغموسة في خزان غاز خزان نفط. ويتسم نظام الأرض الجليدي بصعوبة دراسته نظرًا لتعقيده. ولقد تم إجراء كمية كبيرة من البرامج في الماضي والحاضر عن الطبقة المتجمدة وقد أحدثت جدلاً كثيرًا عن ديناميكيتها، واستدامتها وسلوكها تجاه التغيرات المناخية. وقد تم إعداد سجلات للحقب الجليدية أو العصور الجليدية الماضية عدة مرات (الجدول الزمني للعصر الجليدي) على طول المقياس الزمني الجيولوجي. ولأنها منذ مئات الملايين من السنين، من الصعب جدًا تحليل هذه العصور الجليدية القديمة ودراستها. لقد كان للأرض في ذلك الوقت تكوينًا جويًا مختلفًا، وكانت كيمياء المحيطات مختلفة، وكان لتطور الحياة تأثيرًا كبيرًا على ديناميكيات هذه الصفائح الجليدية، وكانت القارات في وضع معين، وغير ذلك من الاختلافات. ولدى علماء الجيولوجيا فكرة شاملة عن كل تلك المتغيرات إلا أن علماء الجليد يعرفون أن هذا هو تركيبة تلك الأوضاع والتي وصلت إلى عصرنا الجليدي الحالي.
والنظام الجليدي بإمكانه إنتاج مقدار كبير جدًا من الرواسب بسبب قوى التآكل الهائلة للجليد عند قاعدته. وتلك الرواسب تكون على وجه الخصوص حبيبات خشنة (بشكل أساسي صخور رملية وكتل مختلطة) وتنتج بأحجام متساوقة . وبالنسبة إلى خصائص خزاناتها الجيدة، تستهدف صناعات النفط الرواسب الجليدية القديمة. وهي مستغلة حاليًا على نطاق واسع في شمال إفريقيا، وفي شبه الجزيرة العربية، وجنوب إفريقيا، وتوجد بعض الحقول الصغيرة في آسيا وأستراليا وشمال أوروبا. والعصور الجليدية الرئيسية المعنية هي العصر الأوردفيشي المتأخر (هرنانتيان) والعصور الكربونية البرمية.

## أهداف المشروع
التمثيل هو طريقة جيولوجية معتادة، تستخدم مشاهدات الحاضر وتُظهر خصائصها وتكيفها مع أنظمة الأرض القديمة. وتتمثل المشكلة الرئيسية لهذا الأسلوب في المقياس الزمني المعتبر وطرق المشاهدة المستخدمة. وفي معظم الأحيان، تكون مشاهدات عمليات الصفائح الجليدية النشطة لحظية في المقياس الزمني الجيولوجي ويصعب تطبيقها في الماضي. إضافة إلى ذلك، في الماضي، كان يتم إجراء الدراسات الميدانية والجيوفيزيائية بعزم أقل ولكن على نطاق واسع (الوقت والمساحة). وأخيرًا، حتى إذا شُوهدت بحيرات تحت الجليد أسفل الصفائح الجليدية، تبقى عملية نظام تصريف المياه الناتجة من ذوبان الجليد المستمرة، وبالأخص مثل وادي الأنفاق غير مُشاهدة بشكل مباشر. ويتم تحليل سجل «أنهار» تحت الجليد الضخمة هذه بالدرجة الأولى عبر بصمات العصور الجليدية الحديثة (المراحل وايشسيليان، أو ساليان وما قبل الإلينويان أو إليستريان) وفي السجل القديم (العصر الأوردفيشي المتأخر والكربونية البرمية)
تتمثل فكرة مشروع GRASP في استخدام الطرق شائعة التطبيق في الماضي على سجل العصر الجليدي الحديث (البليستوسين). وفي الماضي، حصلت شركات النفط على مجموعات بيانات شاملة أثناء استكشاف الأحواض الرسوبية. وباستخدام نوع البيانات نفسه لسجل عصر البليستوسين الجليدي، يحاول المشروع تجميع بيانات يمكن مقارنتها بين العصرين الجليديين القديم والحديث. ومنطقة الدراسة هي بحر الشمال الذي كان متجمدًا أثناء الحد الأقصى الجليدي الأخير بالإضافة إلى شمال غرب أوروبا. وعلى أرضية بحر الشمال وفي كيلومتر من الرواسب بالأسفل، تم تسجيل العديد من الآثار والشواهد على الأحداث الجليدية. ولأن هذا المكان غني بالنفط، يتم الكشف حاليًا عن بيانات كثيرة، وبالأخص الجيوفيزيائية منها أو يمكن استعارتها للأغراض الأكاديمية.
وهكذا، بربط مهارات ثلاث جامعات مختلفة، مع مساعدة العديد من موفري البيانات وتمويل ست شركات نفطية، تحققت نتائج جديدة في معرفة الأنظمة الجليدية القديمة. وقد تم إجراء تحليل الأحواض الذي يحوي نماذج جيوفيزيائية، ونماذج خزانات، ونماذج رسوبية بطريقة جديدة وفي بيئة من نوع جديد. ومن وجهة نظر اقتصادية، تهتم شركات البترول بهذه النماذج للحصول على بيانات يمكن مقارنتها بحقول النفط لديها. ومن وجهة نظر أكاديمية، فإن فهم ديناميكية الصفيحة الجليدية الحديثة وتدفق المياه الذائبة تحت الجليد المرتبط بها يعد عاملاً مهمًا في سياق التغيرات المناخية أو إيجاد حل جذري لمعادلة السجل الجليدي المعقد للعصرين الجليديين الحديث والقديم.

## وصلات خارجية
- GRASP website نسخة محفوظة 24 يوليو 2011 على موقع واي باك مشين.
- Palaeos:Late Ordovician Age
- IUGS/UNESCO: IGCP 503
- ECORD: sedimentary basins